# Mahmúd gaznavida szultán

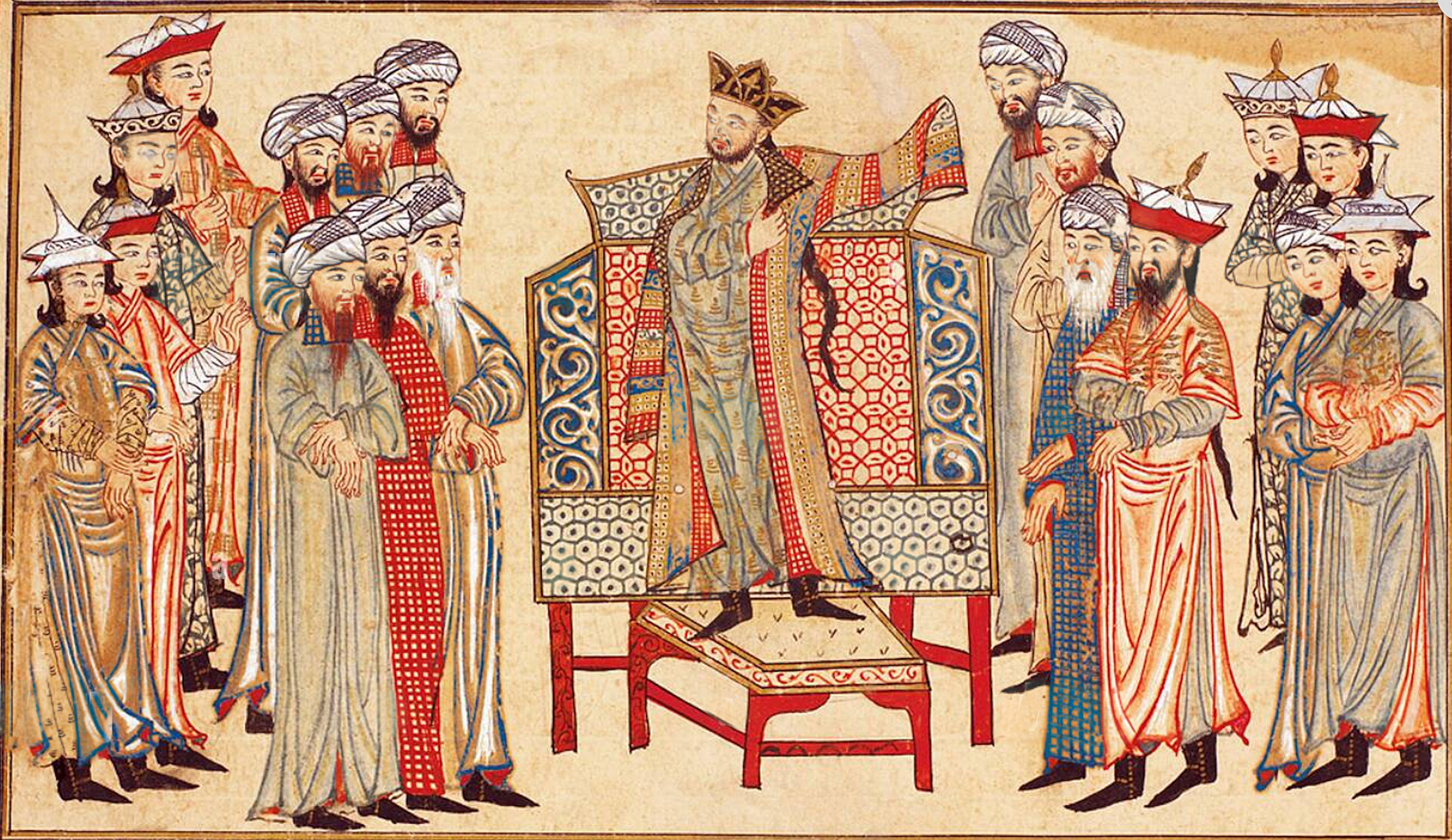
Mahmúd a kalifától kapott díszruhában (14. századi miniatúra)

Abu l-Kászim Mahmúd ibn Szebüktigin al-Gaznavi (arab írással أبو القاسم محمود بن سبكتكين الغزنوي, tudományos átiratban Abū l-Qāsim Maḥmūd ibn Subuktakīn al-Ġaznawī), uralkodói nevén Jamín ad-Daula (arabul يمين الدولة, átiratban Yamīn ad-Dawla; 971. október 2. – Gazni, 1030. április 30.) a legismertebb és legjelentősebb gaznavida uralkodó, az eredetileg „hatalom” jelentésű szultán cím első viselője volt (uralkodott 998 márciusától haláláig). Élete hadjáratokkal telt, amelyek részben a hinduk lakta India kifosztására és megsarcolására, részint az iráni régió minél nagyobb részének meghódítására irányultak. Ezek eredményeképpen halálakor a térség egyik leghatalmasabb uralkodójává vált.

## Útja a trónig
Mahmúd Szebüktigin, a török rabszolgából lett negyedik gaznai (a város mai neve Gazni) fejedelem és egy zábulisztáni földbirtokos (dihkán) lányának első fia volt. Apja 977-ben szerezte meg a mai Afganisztán területére eső tartomány feletti uralmat, és 997-ben bekövetkezett haláláig maradt a térség vezetője. Szebüktigin mindvégig elismerte a transzoxániai központú, de Horászán zömét uraló Számánidák főségét, és utolsó éveiben Mahmúddal együtt részt vett a dinasztia harcaiban. 994-ben segítettek II. Núh emírnek leverni a hadsereg lázadását, mire az Mahmúdot nevezte ki főparancsnokká, és ráruházta a Szajf ad-Daula („a dinasztia kardja”) tiszteleti nevet. A hadsereg birtokában Mahmúd apja 997 augusztusában bekövetkezett halála után maga mellé állította Busztot (ma Laskargáh) kormányzó fivérét, Naszrot és Herát élén álló nagybátyját, Bográcsukot, segítségükkel pedig hét hónap alatt győzelmet tudott szerezni a trónt távollétében megszerző öccse, Iszmáíl felett (998 márciusa), aki egy vazallus dinasztia őrizetében élte le hátralévő életét.

## Az első hódítások
Gaznát megszerezve, Mahmúd visszatért Horászánba, ami felett biztosította a hatalmát, és el is tudta ismertetni magát al-Kádir kalifával Horászán és Gazna emírjének. Ekkor kapta meg a Jamín ad-Daula („a dinasztia jobbkeze”) és az Amín al-Milla („a felekezet megbízottja”) titulusokat is. 999-ben az északról támadó Karahánidákkal szövetségben szétzúzta a Számánidák birodalmát, és Ali Ilig kánnal megállapodott arról, hogy területeik között az Amu-darja legyen a határvonal. Első éveiben hódoltatta a Gazna környékbeli területek (Szisztán, Garcsisztán, Gózgán) uralkodóit is. A Karahánidák 1005/1006 folyamán, Mahmúd távollétében megtámadták Horászánt, de a visszatérő uralkodó 1008-ra kiverte őket birodalmából, és Hvárezm 1017-es elfoglalásával tovább erősítette északi határait az ellenséges törökökkel szemben.

## Keleti hadjáratok

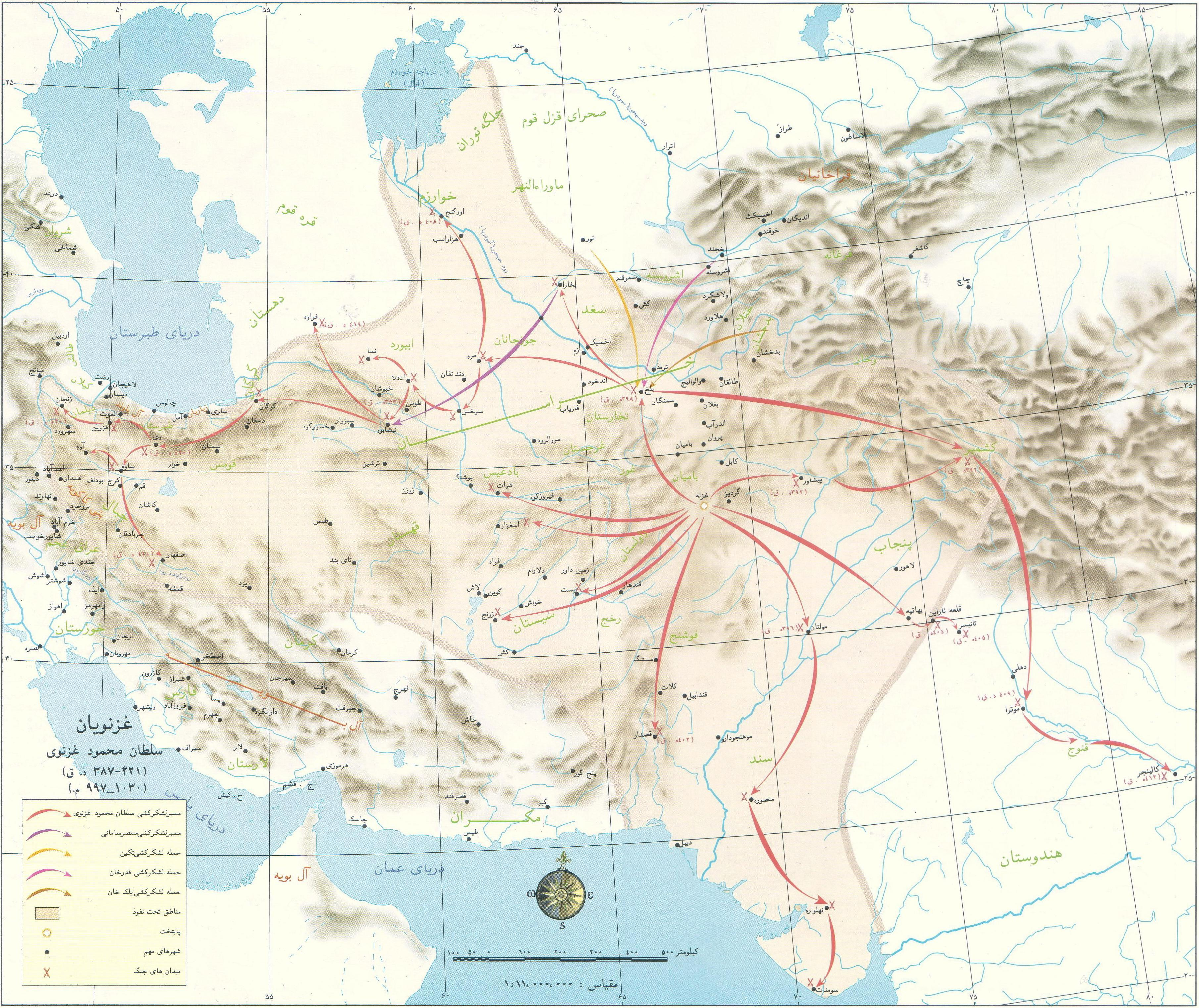
Mahmúd szultán hadjáratai

A források alapján az apja által megkezdett portyákat folytató Mahmúd uralkodása harminckét éve alatt tizenhét hadjáratot vezetett keletre, Szindh és India felé. Nagy létszámú, jobbára törökökből álló rabszolgaseregével eleinte a fátimidák főséget elismerő multáni iszmáiliták fejedelemséggel, illetve a vajhindi (ma Hund, Pakisztán) székhelyű hindusáhi dinasztia rádzsáival háborúskodott, akik a belsőbb területek (pl. Delhi, Gválijar, Kannaudzs, Kálindzsar és Uddzsaín) fejedelmeivel összefogva sem tudtak ellenállni neki. 1010-ben felszámolta a multáni emírséget, 1011-ben pedig Makránban, az Indiai-óceán partvidékén ismertette el főségét.
Mahmúd egészen Gválijar mélységéig tört előre Indiában. Különösen híres volt 1026-os hadjárata, amikor a Thár-sivatagon átkelve kifosztotta a dúsgazdag szomnáthi templomot. Hadjáratait ugyanakkor, bár a szunnita iszlám diadalmas bajnokaként szereztek számára hírnevet és számos hitbuzgó gázit vonzottak zászlai alá, nem kísérte térítő tevékenység, sőt saját seregében is szolgáltak hindu katonák (gyalogosok és elefántterelők). Hódításra sem került sor. Így biztosra vehető, hogy a hadjáratok elsődlegesen a zsákmányszerzés célját szolgálták, hogy az így szerzett jövedelmekből fenntartható legyen a hatalmas létszámú hadsereg és a szultánság központi adminisztrációja.

## Iráni terjeszkedés
Az északi határ biztosítása és a keleti rablóhadjáratok mellett Mahmúd nyugat felé is megpróbálta kiterjeszteni a hatalmát, mindenekelőtt a dzsibáli (északnyugat-iráni), fárszi és kermáni térséget uraló Buvajhidák rovására. Miután 997-ben Fahr ad-Daula dzsibáli fejedelem két fia, Madzsd ad-Daula és Samsz ad-Daula felosztotta egymás között a területet, Mahmúd könnyűszerrel hűségére téríthette a tabarisztáni zijárida Manúcsihr ibn Kábúszt. 1014-ben és 1024-ben a kermáni tartományt igazgató Kivám ad-Daula szövetségeseként megpróbálta hozzásegíteni Fársz meghódításához, ám csapatait mindkétszer kiverték onnan. Igazi eredményt csak 1029-ben ért el, amikor Madzsd ad-Daula saját megbízhatatlan hadserege ellen hívta be Mahmúdot, aki március-április folyamán nem csak legyőzte a buvajhida sereget, de még az emírt is megbuktatta, és családjával együtt Gaznába vitte fogolyként, amire az adott hivatkozási alapot, hogy a buvajhidák síiták voltak. Ugyanekkor a hamadáni Kákújidákat és az ádzarbajdzsáni Muszáfiridákat is fősége elismerésére kényszerítette. Irakkal szomszédságba kerülve Mahmúd már a kalifátust nyugatról fenyegető, szintén síita Fátimidák elleni harcot tervezgette, amit azonban megakadályozott 1030 tavaszán bekövetkezett halála.

## Mecenatúra és építkezések
Amellett, hogy a sikeres hódító és a szunnita ortodoxia védelmezője képét alakította ki magáról, Mahmúd kultúrapártolásával is igyekezett hírnévre tenni. Az indiai hadjáratokon szerzett zsákmány egy részét építkezésekre fordította, így birodalma jelentősebb városaiban palotákat és kerteket emeltetett. Gaznában pezsgő művészeti és tudományos tevékenység bontakozott ki a támogatásával, immár elsősorban nem arab, hanem perzsa nyelven, folytatva és felerősítve a számánida udvarból kiinduló perzsa újjáéledést. Uralkodása második felében udvari asztrológusaként tevékenykedett a legtöbb tudományterülettel foglalkozó polihisztor, Abu Rajhán al-Bírúni, aki több indiai hadjáratára is elkísérte. Udvarában tevékenykedett a „költők fejedelmének” nevezett Abu l-Kászim al-Unszuri, illetve a szintén szultánt dicsőítő Abu l-Haszan al-Farruhi is. A perzsa nemzeti eposz, a Sáhnáme is Mahmúdnak ajánlva készült el, bár a fennmaradt történetek szerint a szultán nem bizonyult túlságosan hálásnak szerzője, Firdauszi iránt, amivel állítólag hozzájárult annak halálához. Mahmúdot szolgálta az uralkodásának történetét megíró Abu Naszr al-Utbi, és szintén az ő idején állt munkába a kancellárián az Utbinál jóval fiatalabb, később a gaznavida dinasztia történetét feldolgozó történetíró, Abu l-Fadl al-Bajhaki.

## Utódlása, emlékezete

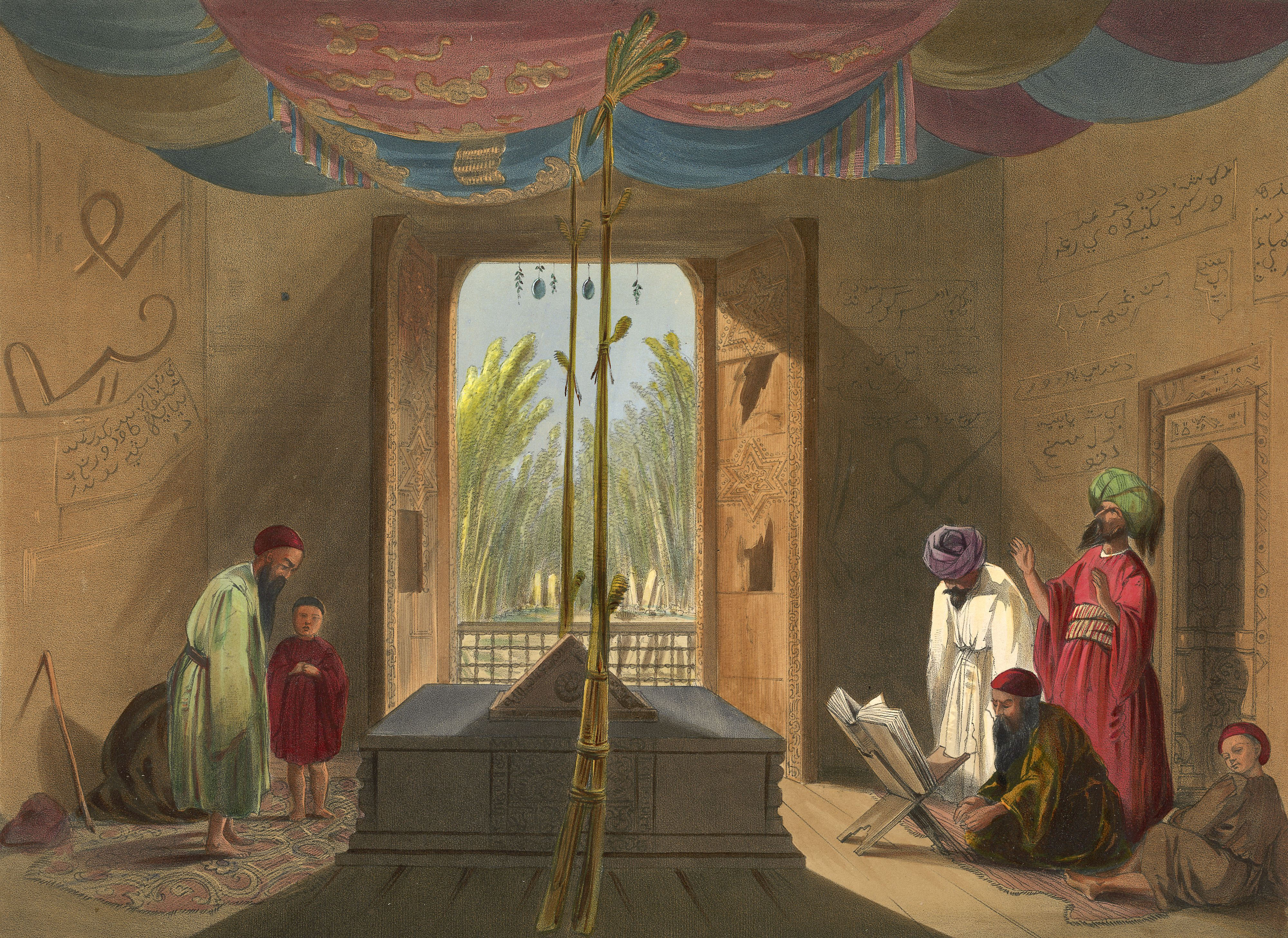
Mahmúd sírja (litográfia, 1839 k.)

Mahmúd fővárosában halt meg, és az általa építtetett Győzelem-kertben (Bág-e pírúzi) temették el. Bár a kert mára eltűnt, Mahmúd síremléke máig áll. A trónt először Muhammad nevű fia szerezte meg, akit öt hónapon belül megbuktatott fivére, Maszúd, átvéve a hatalmat. Maszúd továbbvitte apja harcias, hódító politikáját, de a Szeldzsuk család vezette oguz törökök jelentette veszélynek képtelen volt ellenállni, és egy évtizeddel Mahmúd halálát követően apja minden horászáni és nyugati hódítását elvesztette. (Később egy időre Mahmúd egy harmadik fia, Abd ar-Rasíd is trónt szerzett.) Bár az általa létrehozott birodalom nem volt hosszú életű (dinasztiája 1186-ig maradt hatalmon, de mindvégig jóval kisebb területen), tettei nem merültek feledésbe: a Nagyszeldzsuk Birodalmat szolgáló vezír, Nizám al-Mulk őt állította példaképként saját uralkodói elé mint szilárd hatalmú, katonai és kulturális erényekkel egyaránt rendelkező, mélyen vallásos szunnita szultánt.